# John St. John
För andra betydelser, se John St. John (olika betydelser).

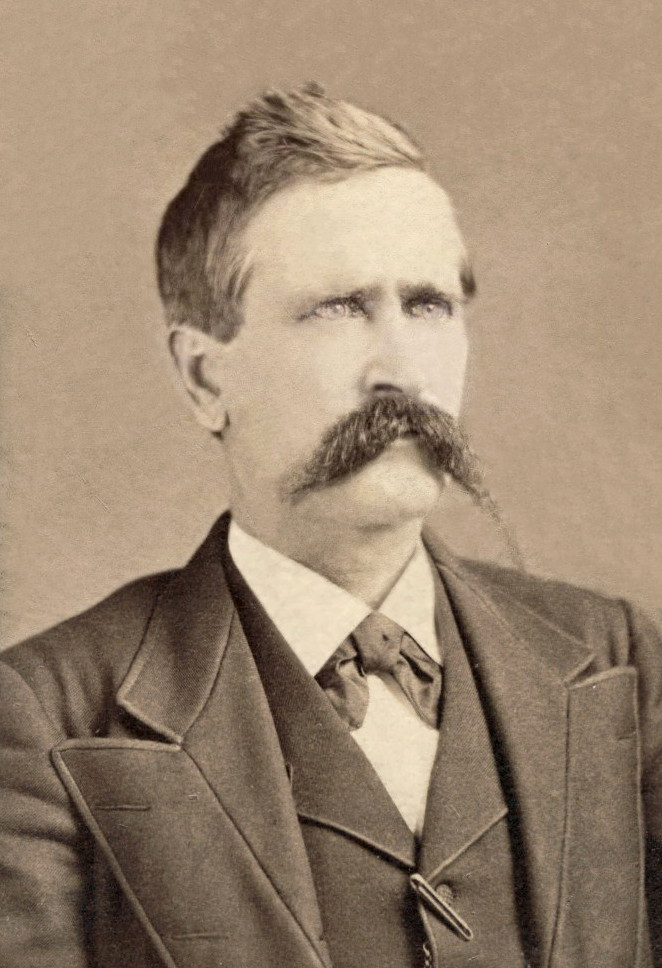
John St. John.

John Pierce St. John, född 25 februari 1833 i Brookville, Indiana, död 31 augusti 1916 i Olathe, Kansas, var en amerikansk politiker. Han var republikansk guvernör i Kansas 1879-1883. Han var sedan Prohibition Partys kandidat i presidentvalet i USA 1884.
St. John deltog i amerikanska inbördeskriget som överstelöjtnant i nordstaternas armé. Efter kriget flyttade han till Independence, Missouri och sedan därifrån vidare till Kansas. Han var 1873 ledamot av delstatens senat. Han efterträdde 1879 George T. Anthony som guvernör i Kansas. Han efterträddes fyra år senare av George Washington Glick. Han bytte sedan parti från republikanerna till Prohibition Party som nominerade honom i presidentvalet 1884. Demokraternas kandidat Grover Cleveland vann valet. Prohibition Party kom på fjärde plats efter republikanerna och Greenback Party.
St. Johns grav finns på Olathe Memorial Cemetery i Olathe.